# Elecciones estatales de Tlaxcala de 2013
Las Elecciones estatales de Tlaxcala de 2013 se llevaron a cabo el domingo 7 de julio de 2013, y en ellas fueron renovados los siguientes cargos de elección popular:
- 60 ayuntamientos. Compuestos por un Presidente Municipal y regidores, electos para un periodo de tres años no reelegibles para el periodo inmediato.
- 32 diputados al Congreso del Estado. 19 electos por mayoría relativa en cada uno de los distritos electorales y 13 elegidos por representación plurinominal.

## Resultados electorales

### Ayuntamientos
| Partido/Coalición | Partido/Coalición                    | Número | Municipios |
| ----------------- | ------------------------------------ | ------ | --- |
|                   | Partido Acción Nacional              | 10     | Acuamanala de Miguel Hidalgo, Altzayanca, Apetatitlán de Antonio Carvajal, Calpulalpan, Huamantla, La Magdalena Tlaltelulco, Santa Cruz Tlaxcala, Tlaxcala, Tlaxco, Zacatelco |
|                   | Partido Revolucionario Institucional | 17     | Apizaco, El Carmen Tequexquitla, Emiliano Zapata, Hueyotlipan, Ixtacuixtla, Lázaro Cárdenas, Muñoz de Domingo Arenas, Natívitas, Papalotla de Xicohténcatl, San Juan Huatzinco, Sanctórum de Lázaro Cárdenas, Santa Ana Nopalucan, Santa Catarina Ayometla, Santa Isabel Xiloxoxtla, Xalostoc, Xaltocan, Xicotzinco |
|                   | Partido de la Revolución Democrática | 7      | Amaxac de Guerrero, Cuapiaxtla, Mazatecochco de José María Morelos, San José Teacalco, San Pablo del Monte, Tepetitla de Lardizábal, Tzompantepec |
|                   | Partido del Trabajo                  | 5      | Atlangatepec, San Francisco Tetlanohcan, San Lucas Tecopilco, Santa Cruz Quilehtla, Tetla de la Solidaridad |
|                   | Partido Verde Ecologista de México   | 3      | Cuaxomulco, Santa Apolonia Teacalco, Zitlaltépec |
|                   | Nueva Alianza                        | 3      | San Lorenzo Axocomanitla, Tepeyanco, Totolac |
|                   | Movimiento Ciudadano                 | 3      | San Damián Texoloc, Tenancingo, San Jerónimo Zacualpan |
|                   | Partido Socialista                   | 4      | Benito Juárez, Ixtenco, Panotla, Tocatlán |
|                   | Partido Alianza Ciudadana            | 1      | Terrenate |
|                   | Candidato común                      | 1      | Chiautempan |
|                   | Candidato común                      | 5      | Contla de Juan Cuamatzi, Españita, Nanacamilpa de Mariano Arista, Teolocholco, Yauhquemehcan |